# Aspathines aeneus
Aspathines aeneus is een keversoort uit de familie somberkevers (Zopheridae). De wetenschappelijke naam van de soort werd in 1860 gepubliceerd door Carl Gustaf Thomson.